# Седес (дем)
Седес (на гръцки: Δήμος Θέρμης, Димос Термис) е дем в област Централна Македония на Република Гърция. Център на дема е град Седес (Терми). Демът обхваща 16 селища в северозападната част на Халкидическия полуостров.

## Селища
Дем Седес е създаден на 1 януари 2011 година след обединение на три стари административни единици – демите Седес, Микра и Василика по закона Каликратис.

### Демова единица Василика
Според преброяването от 2001 година дем Василика (Δήμος Βασιλικών) с център във Василика има 9303 жители и в него влизат следните демови секции и селища:
- Демова секция Василика

- село Василика (Βασιλικά, 4263 жители)
- село Лакия (Λακκιά, старо Турханли)

- Демова секция Агиос Андониос

- село Агиос Андониос (Άγιος Αντώνιος, старо Доганджи)
- село Монопигадо (Μονοπήγαδο)

- Демова секция Ново село

- село Ново село (Αγία Παρασκευή)

- Демова секция Ливади

- село Ливади (Λιβάδι)

- Демова секция Перистера

- село Перистера (Περιστερά)

- Демова секция Суроти

- село Суроти (Σουρωτή)

### Демова единица Микра
Според преброяването от 2001 година дем Микра (Δήμος Μίκρας) с център в Трилофос има 10 427 жители и в него влизат следните демови секции и селища:
- Демова секция Трилофос

- село Трилофос (Τρίλοφος, старо Замбат)
- село Ано Схолари (Άνω Σχολάρι, старо Бешишли)

- Демова секция Кардия

- село Кардия (Καρδιά, старо Караджоханли)

- Демова секция Като Схолари

- село Като Схолари (Κάτω Σχολάρι, старо Адали)

- Демова секция Плаяри

- село Плаяри (Πλαγιάρι, старо Узун Али)

### Демова единица Седес
Според преброяването от 2001 година дем Седес има 16 546 жители и в него влизат следните демови секции и селища:
- Демова секция Седес

- град Седес (Θέρμη)
- село Триади (Τριάδι, старо Каячали)

- Демова секция Неа Редестос

- село Неа Редестос (Νέα Ραιδεστός, старо Маджарлък)

- Демова секция Нео Рисио

- село Нео Рисио (Νέο Ρύσιο, старо Пърнар)

- Демова секция Тагарадес

- град Тагарадес (Ταγαράδες, старо Загарджа)